# Oberrheinkreis

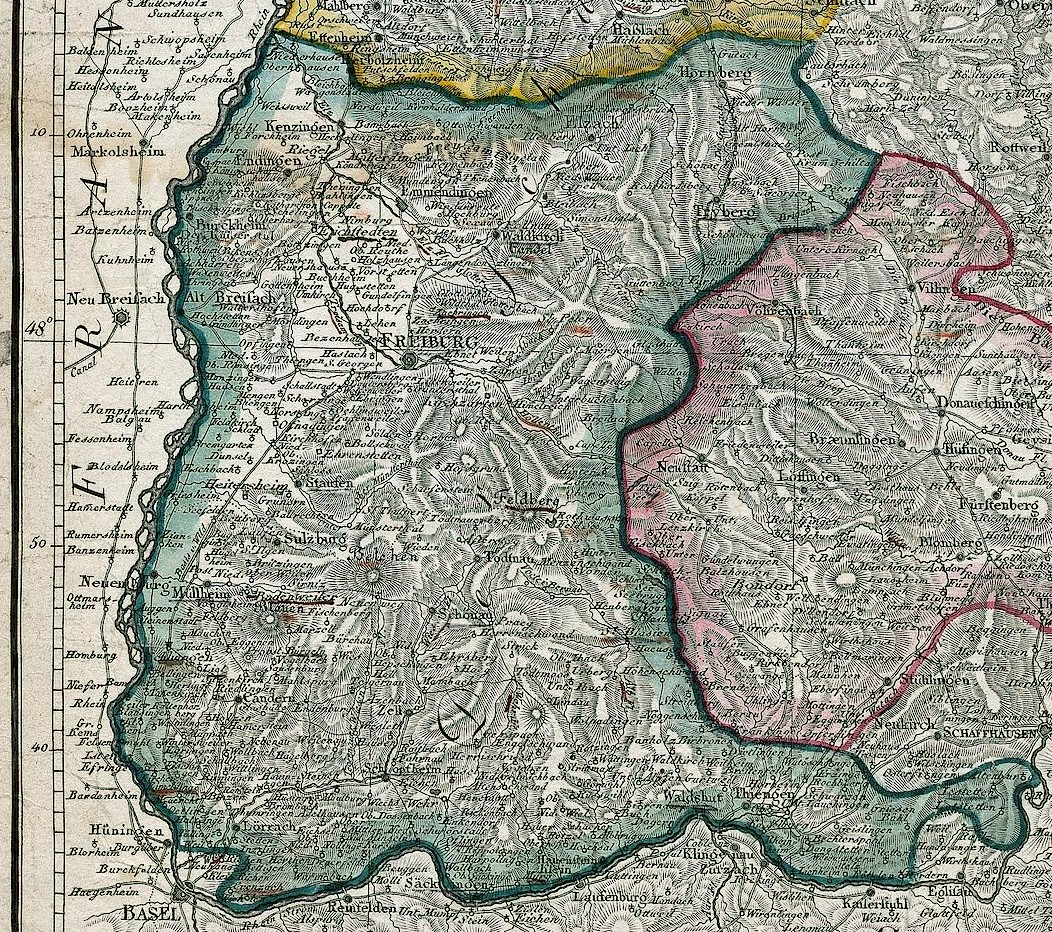
Karte des Oberrheinkreises

Der Oberrheinkreis (amtlich Ober-Rheinkreis) war eine von 1832 bis 1864 existierende Mittelinstanz der Staatsverwaltung des Großherzogtums Baden.

## Geschichte
Zum 1. Mai 1832 wurden die bisherigen sechs Kreise aufgelöst und zur Kosteneinsparung durch vier neu gegründete Kreise ersetzt. Die Behörde hieß zudem nun nicht mehr Kreisdirektion, sondern Kreisregierung. Aus dem Dreisamkreis und Teilen des bisherigen Kinzigkreises wurde der neue Ober-Rheinkreis mit dem Sitz in Freiburg gebildet.
Jeder der Kreise erhielt eine Kreisregierung, der ein Regierungs-Direktor vorstand. Zur Kreisregierung gehörten ferner Regierungs-Räte und Regierungs-Assessoren. Die Kreisregierung des Oberrheinkreises war 1834 z. B. mit insgesamt 37 Stellen ausgestattet.
Die Kreisregierungen waren für alle zur Staatsverwaltung gehörigen Sachgebiete verantwortlich: Aufsicht über die Ämter (Bezirksämter), Aufsicht über den größten Teil der Lokal- und Bezirksstiftungen, Indigenatserteilung (Heimatrecht), Gewerbekonzessionen, Dienst- und Strafpolizei und andere.
Mit dem Gesetz, die Organisation der innern Verwaltung betreffend vom 5. Oktober 1863, wirksam zum 1. Oktober 1864, wurden die vier alten Kreise aufgelöst und damit die mittlere Verwaltungsebene abgeschafft.
An die Stelle der Mittelinstanzen traten Landeskommissärbezirke als reine Aufsichtsorgane. Das Gebiet des ehemaligen Oberrheinkreises wurde dem Landeskommissärbezirk Freiburg zugeordnet.

## Die badischen Kreise im Vergleich
Auszug aus dem Hof- und Staats-Handbuch des Großherzogthums Baden. 1834 mit den Eckdaten der Kreise (Fläche in geographischen Quadratmeilen; Anzahl der Bezirksämter; Anzahl der Gemeinden; Einwohner (Seelenzahl), davon evangelisch, katholisch, mennonitisch, israelitisch); eine geographische Quadratmeile entsprach 55,06 Quadratkilometern (7,420439 km × 7,420439 km).
Der Oberrheinkreis war flächenmäßig der größte der badischen Kreise (4295 km²) und stand von der Einwohnerzahl her an zweiter Stelle.
Die Fläche entsprach etwa 43 % der Fläche des späteren Regierungsbezirks Südbaden.
Da der früher vorderösterreichische Breisgau weitgehend zum Kreis gehörte, waren etwa 70 % der Bevölkerung Katholiken.

## Gebiet des Oberrheinkreises
1832 wurde aus den Ämtern des Dreisamkreises und den Ämtern Ettenheim, Hornberg und Triberg des Kinzigkreises der Ober-Rheinkreis gebildet. Sitz der Kreisregierung war Freiburg im Breisgau.
Zum Kreis gehörten 18 Bezirksämter mit 471 Gemeinden:
1. Stadtamt Freiburg (1864 mit dem Landamt zum Bezirksamt Freiburg vereinigt)
2. Landamt Freiburg (1864 mit dem Stadtamt zum Bezirksamt Freiburg vereinigt)
3. Amt Breisach
4. Amt Ettenheim
5. Amt Hornberg (1857 aufgehoben)
6. Amt Emmendingen
7. Amt Jestetten (1857 aufgehoben, 1864 als Bezirksamt wieder errichtet)
8. Amt Kenzingen
9. Amt Lörrach
10. Amt Müllheim
11. Amt Säckingen
12. Amt St. Blasien
13. Amt Schönau
14. Amt Schopfheim
15. Amt Staufen
16. Amt Triberg
17. Amt Waldkirch
18. Amt Waldshut

## Regierungs-Direktoren
- 1832–1835: Carl August Beeck[7]
- 1835–1845: Friedrich von Reck[8]
- 1845–1850: August Marschall von Bieberstein
- 1851–1864: Friedrich Theodor Schaaf